# IBM 5100
L'IBM 5100 Portable Computer è stato il primo personal computer commercializzato dall'IBM. Il prototipo, denominato SCAMP (acronimo di Special Computer APL Machine Portable), fu mostrato al pubblico nel 1973 e la sua commercializzazione annunciata il 9 settembre 1975, commercializzazione che avvenne nei mesi seguenti fino al marzo 1982.
L'IBM 5100 non conquistò il mercato a causa del suo alto prezzo. Più tardi uscì l'IBM 5110 e nel 1981 l'IBM 5150, comunemente detto PC IBM, che invece conquistò il mercato mondiale dando origine alla piattaforma hardware per personal computer tutt'oggi più diffusa.

## Descrizione
L'IBM 5100 utilizzava già il display CRT e la tastiera come dispositivi di Interfaccia uomo-macchina, entrambi integrati di serie nel case del computer. Era dotato inoltre di un drive per memoria di massa QIC, anch'esso integrato di serie nel case del computer.
Il QIC (acronimo di Quarter Inch Cartridge) era uno standard per memoria di massa a nastro magnetico chiuso in cartridge. Il QIC è stato sviluppato dalla 3M nel 1972 e alcune delle sue molte evoluzioni sviluppate nel corso degli anni sono utilizzate ancora oggi. Il primo formato di cartridge per QIC, il DC300 (DC è l'abbreviazione dell'inglese "data cartridge", in italiano "cartuccia per dati", e 300 è un valore legato alla lunghezza del nastro magnetico), utilizzava nastri magnetici da 1/4 di pollice lunghi 300 piedi su cui era possibile memorizzare fino a 204 KiB. Il drive QIC integrato nell'IBM 5100 utilizzava questo primo formato di cartridge.
La CPU dell'IBM 5100, denominata PALM (acronimo di Put All Logic in Microcode), era realizzata dall'IBM e si presentava come un singolo circuito stampato su cui erano alloggiati 15 grossi circuiti integrati. Il PALM era una CPU a 8/16 bit che indirizzava fino a 64 KiB di memoria di sistema, era dotata di microcodice e aveva una frequenza di clock di 1,9 MHz.
L'IBM 5100 disponeva di memoria di sistema sia RAM che ROM ed era disponibile in 12 versioni diverse per quantitativo di RAM installata e interpreti di linguaggi di programmazione ad alto livello residenti su ROM. La RAM poteva essere da 16, 32, 48, o 64 KiB. Gli interpreti di linguaggi di programmazione ad alto livello potevano essere per l'APL e/o il BASIC. Un interprete veniva eseguito automaticamente all'accensione del computer (la versione di IBM 5100 con entrambi i linguaggi aveva un interruttore sul pannello frontale per selezionare quale interprete doveva essere eseguito all'accensione del computer).
La ROM era divisa in "control ROS" (ROS è l'acronimo di Read Only Storage), 1 KiB, "executable ROS", fino a 64 KiB, e "non-executable ROS", fino a 150 KiB. La control ROS risiedeva nel PALM mentre la executable ROS e la non-executable ROS risiedevano ognuna su un proprio circuito stampato. Nella control ROS e nella executable ROS era memorizzato il microcodice mentre nella non-executable ROS gli interpreti APL e BASIC. Il microcodice utilizzato in esecuzione dell'interprete APL era diverso da quello utilizzato in esecuzione dell'interprete BASIC: il primo era un sottoinsieme del microcodice utilizzato nel mainframe IBM System/360, il secondo un sottoinsieme del microcodice utilizzato nel minicomputer IBM System/3. Per accedere alla memoria di sistema, siccome poteva superare i 64 KiB indirizzabili dal PALM, veniva utilizzato il bank switching.
L'IBM denominò il 5100 "portable computer", in italiano "computer portatile", nonostante pesasse 25 kg, avesse le dimensioni di un desktop e non fosse prevista l'alimentazione tramite batterie integrate. Se si pensa ai moderni portatili tale definizione fa sorridere ma bisogna considerare che all'epoca la microelettronica, la tecnologia che ha permesso di ridurre le dimensioni dei computer, era solo agli inizi: il primo microprocessore, il componente elettronico che ha dato origine alla diffusione dei microcomputer, era stato realizzato solo da pochi anni (1971), i primi microcomputer, semplici esercitazioni tecniche per appassionati di elettronica, sono infatti di quegli anni. Altrimenti erano disponibili i mainframe, che avevano le dimensioni di un armadio, oppure, come soluzione più economica, i minicomputer, che avevano le dimensioni di un frigorifero. Non ci si deve quindi stupire della denominazione "portable computer" attribuita dall'IBM, per gli standard dell'epoca non era assolutamente inappropriata. Oggi un personal computer con tali caratteristiche viene invece definito all-in-one.

## Specifiche tecniche e altre informazioni
- CPU: PALM.
- ROM: fino a 215 KiB (la dimensione esatta dipende da quali interpreti per linguaggi di programmazione ad alto livello sono residenti su ROM).
- RAM: 16, 32, 48, o 64 KiB.
- Interfaccia di input: tastiera alfanumerica integrata di serie nel case del computer (le versioni di IBM 5100 dotate di linguaggio APL avevano una tastiera con caratteri diversi rispetto a quelle dotate del solo linguaggio BASIC).
- Interfaccia di output: display CRT monocromatico da 5 pollici integrato di serie nel case del computer. L'interfaccia utente era a caratteri con risoluzione di 16 linee da 64 caratteri.
- Memoria di massa: cartridge DC300 per drive QIC integrato di serie nel case del computer.
- Interpreti residenti su ROM: APL e/o BASIC.
- Peso: 25 kg.
- Prezzo: da 8.975 a 19.975 dollari a seconda della versione.

## Versioni
| Versione | RAM installata | Linguaggi di programmazione residenti su ROM | Prezzo   |
| -------- | -------------- | -------------------------------------------- | -------- |
| A1       | 16 KiB         | APL                                          | $ 8.975  |
| A2       | 32 KiB         | APL                                          | $ 11.975 |
| A3       | 48 KiB         | APL                                          | $ 14.975 |
| A4       | 64 KiB         | APL                                          | $ 17.975 |
| B1       | 16 KiB         | BASIC                                        | $ 9.975  |
| B2       | 32 KiB         | BASIC                                        | $ 12.975 |
| B3       | 48 KiB         | BASIC                                        | $ 15.975 |
| B4       | 64 KiB         | BASIC                                        | $ 18.975 |
| C1       | 16 KiB         | APL e BASIC                                  | $ 10.975 |
| C2       | 32 KiB         | APL e BASIC                                  | $ 13.975 |
| C3       | 48 KiB         | APL e BASIC                                  | $ 16.975 |
| C4       | 64 KiB         | APL e BASIC                                  | $ 19.975 |

## Espansioni interne
| Espansione | Descrizione                                          | Prezzo |
| ---------- | ---------------------------------------------------- | ------ |
|            | 16 KiB di RAM.                                       | $      |
| IBM 1524   |                                                      | $      |
| IBM 1525   | Adattatore per trasmissione dati con sistema remoto. | $      |

## Periferiche esterne
| Periferica | Descrizione | Prezzo  |
| ---------- | --- | ------- |
| IBM 5103   | Stampante dot matrix bidirezionale a 132 colonne con sistema di alimentazione della carta a trattore e velocità di stampa 80 cps. | $ 3.675 |
| IBM 5106   | Drive QIC per cartridge DC300 aggiuntivo oltre a quello integrato di serie nel case del computer.                                 | $ 2.300 |
| IBM 6301   | Adattatore seriale per collegare periferiche all'IBM 5100.                                                                        | $       |

## Influenza culturale
Compare sotto lo pseudonimo di IBN 5100 nella serie Steins;Gate.